# برايان بينبريج
برايان بينبريج (15 أكتوبر 1932 - ) (بالإنجليزية: Brian Bainbridge)‏ هو لاعب كريكت بريطاني.

## وصلات خارجية
- برايان بينبريج على موقع إي آس بي آن كريك إنفو (الإنجليزية)